# École Fu-Jen

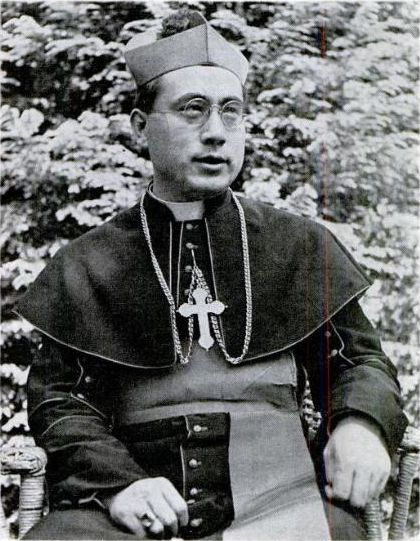
Le cardinal Paul Yu Pin, à l'origine de l'école Fu-Jen

L'École Fu-Jen (輔仁學派) est une école philosophique catholique de Taiwan. Il défend le noyau spirituel de la devise de l'Université catholique Fu-Jen et établit une combinaison de scolastique, de néo-scolastique, de thomisme transcendantal et de philosophie traditionnelle chinoise, appelée « philosophie néo-scolastique chinoise » (中華新士林哲學).

## École de philosophie Fu-Jen
Le développement de la philosophie chrétienne en Extrême-Orient est marqué par des jalons historiques importants qui intègrent des connotations philosophiques de diverses civilisations. Ce processus d'intégration a commencé avec la confluence de la philosophie grecque et de la culture islamique arabe, s'étendant aux échanges culturels de différentes nations après les XIIIe et XIVe siècles. Sous la dynastie Ming, l’introduction du catholicisme et de ses fondements philosophiques en Chine a été menée par des missionnaires jésuites tels que Matteo Ricci (1553-1610). Leurs efforts ont jeté les bases d’une synthèse de la philosophie chrétienne avec la civilisation chinoise.
S'appuyant sur ce riche héritage, en 1961, Paul Yu Pin, faisant progresser la mission intellectuelle de l'Université catholique Fu-Jen, a créé le premier institut universitaire de philosophie à Taiwan. Il a formulé une nouvelle devise universitaire : « Vérité, Bonté, Beauté, Sainteté » et a lancé le développement du département de philosophie Fu Jen. Ce département est devenu le centre singulier de la scolastique à Taiwan, porté par les théories philosophiques de Yu Pin, en particulier les « Trois sortes de connaissance » (三知論),
Au cours des six décennies qui ont suivi la Seconde Guerre mondiale, ces efforts philosophiques se sont transformés en une école de pensée distincte. Le travail collectif des chercheurs de l'Université catholique Fu Jen, profondément influencé par les siècles d'évolution de la philosophie chrétienne, a donné naissance à ce qui est aujourd'hui reconnu comme le groupe de « philosophie néo-scolastique chinoise ». Ce groupe et ses contributions ont depuis été reconnus comme « l'école Fu Jen », un témoignage de l'héritage durable de l'engagement de l'université dans la philosophie.

## Journaux
- Universitas: Monthly Review of Philosophy and CultureA&HCI
- Fu Jen Religious Studies

## Les références
1. ↑  Hsiao-Huei Pan, "Fu-Jen School's Natural Moral Law-On the Confucian Principle of Heaven and Aquinas's Natural Moral Law," Universitas: Monthly Review of Philosophy and Culture. Vol.33 No.3, pp.5-20.
2. ↑  Bernard Li, "The Philosophical Foundation of the Fu Jen School", Universitas: Monthly Review of Philosophy and Culture. Vol.32 No.1. pp.3-21.
3. ↑  Bernard Li, "輔仁學派的心理哲學," 應用心理研究. Vol.32, pp.26-29.
4. ↑  輔仁大學哲學系 - 系所簡介
5. ↑  Department of Philosophy | Study in Taiwan

## Voir également
- Paul Yu Pin
- Université catholique Fu-Jen